# 小瀨格
小瀨 格（1931年1月21日—1995年8月30日）是日本的老牌演員，是1950年代到1960年代的電影明星。他在大中華地區較為人所熟悉的角色，分別有《排球女將》裡擔任排球部的速水大造部長，以及在《女太閤記》裡飾演丹羽長秀。

## 作品列表

### 電影
- 1982年：
- 1978年：《火鳥》
- 1971年：《激動的昭和史 沖繩決戰》(激動の昭和史　沖縄決戦，東宝製作) 飾 船舶工兵隊長
- 1971年：
- 1970年：《富士山頂》(石原プロ) 飾 大田
- 1970年：
- 1969年：《日本海大海戰》(東宝製作)
- 1969年：
- 1968年：
- 1968年：《眠狂四郎女地獄》(眠狂四郎女地獄，大映京都)
- 1967年：《日本最長的一日》(日本のいちばん長い日，東宝製作) 飾 若松陸軍次官
- 1957年：《元祿忠臣藏・大石最後的一日》より　琴の爪 (「元祿忠臣蔵・大石最後の一日」より　琴の爪) 飾 大石瀨左衛門

### 電視劇
- 《排球女將》 飾 速水大造
- 1965年：《源義經》
- 1969年：《天與地》 飾 俊景的側近
- 1971年：《春之阪道》
- 1972年：《新平家物語》 飾 妹尾太郎兼遠
- 1977年：《黃金的日子》 飾 鍋島直茂
- 1978年：《獅子的時代》 飾 高利貸
- 1981年：《女太閤記》 飾 丹羽長秀
- 1985年：《春之波濤》 飾 黑田清隆
- 1995年：《八代將軍吉宗》 飾 大久保忠增